# Wand'rin' Star
Wand'rin' Star är en låt skriven av Alan J. Lerner och Frederick Loewe, ursprungligen för Broadwaymusikalen Paint Your Wagon som hade premiär 11 november 1951. Där framfördes den av James Barton i rollen som Ben Rumson. I filmatiseringen från 1969 spelas karaktären Rumson av Lee Marvin som även han sjöng låten som släpptes på singel samma år.
"Wand'rin' Star" rönte stor framgång på den brittiska och irländska singellistan. I Storbritannien sålde den så bra att den hindrade The Beatles från att nå förstaplatsen med Let it Be.
Listplaceringar

## Listplaceringar
| År   | Land           | Lista                    | Placering | Ref   |
| ---- | -------------- | ------------------------ | --------- | ----- |
| 1970 | Storbritannien | UK Singles Chart         | 1         | [ 3 ] |
| 1970 | Irland         | Irish Singles Chart      | 1         | [ 4 ] |
| 1970 | Tyskland       | GfK Entertainment Charts | 12        | [ 5 ] |
| 1970 | Sverige        | Kvällstoppen             | 3         | [ 6 ] |